# Амонька
Амонька — річка в Росії, у Хомутовському й Рильському районах Курської області. Права притока Сейму (басейн Дніпра).

## Опис
Довжина річки 50 км.

## Розташування
Бере початок у Ольхівці (Хомутовський район). Спочатку тече на південний захід через Родіонівку і Амоль. Потім повертає на південний схід і біля Осмоліва впадає у річку Сейм, ліву притоку Десни.